# Czytelnia Akademicka we Lwowie
Czytelnia Akademicka we Lwowie – studenckie towarzystwo naukowe działające we Lwowie w latach 1867–1939.

## Historia
Starania o powstanie Czytelni rozpoczęli studenci jeszcze na początku lat 60. XIX wieku. W 1862 roku przesłali oni do Namiestnictwa statut z prośbą o zatwierdzenie. Odpowiedź otrzymali 26 lutego 1867 roku. Zwołano Walne Zgromadzenie, ale z braku funduszy Czytelnia została otwarta dopiero 1 kwietnia 1867 roku. Głównym jej zadaniem było wspieranie kształcenia młodzieży akademickiej oraz stworzenie miejsca spotkań towarzyskich dla niej. W tym celu Czytelnia organizowała odczyty naukowe, wykłady, spotkania towarzyskie. Od 1869 roku były organizowane tzw. rozprawy czwartkowe poświęcone głównie historii i historii literatury. W 1872 roku została zmieniona ich nazwę na wieczorki naukowo-literackie. Dodatkowo od 1872 roku wykłady w czytelni wygłaszali zaproszeni goście, między innymi profesorzy uniwersytetu. Od 1870 roku organizowane były wieczorki muzyczne.
Ważnym punktem w działalności Czytelni były obchody rocznic i świat narodowych. Obchody rocznicy śmierci Adama Mickiewicza zorganizowano po raz pierwszy w 1870 roku, a w kolejnym roku rocznicy powstania Konstytucji 3 maja. W 1894 Czytelnia zainicjowała obchody kościuszkowskie.
W roku akademickim 1877/1878 z okazji 50 rocznicy J.I. Kraszewskiego zaplanowano wydanie albumu z pracami polskiej młodzieży. Album uczącej się młodzieży polskiej poświęcone Józefowi Ignacemu Kraszewskiemu z powodu jubileuszu jego pięćdziesięcioletniej działalności literackiej wydano w 1879 roku, a Czytelnia pokryła koszty wydania tej publikacji z funduszu żelaznego. Zainteresowanie zakupem było słabe i nie zwróciła się nawet ich połowa zainwestowanych pieniędzy. W 1880 roku zamknięto sprzedaż odnotowując straty wynoszące 300 złr.
Od początku lat 80. XIX wieku Czytelnia przeżywała kryzys związany głównie z brakiem funduszy. Przyczyniły się do tego straty finansowe związane z wydaniem Albumu. i nieudane przedsięwzięcia. Brak pieniędzy spowodował upadanie działających kółek\ oraz częste zmiany Wydziałów. W 1886 roku powstała komisja likwidacyjna, która sporządziła listę 487 dłużników ustalając, że kwota należności do ściągnięcia wyniosła 2748 złr. Komisja rozpoczęła ściąganie długów, jako jedną z metod przyjmując publikację nazwisk dłużników w Kurierze Lwowskim. Sytuację finansową poprawiły zwroty pieniędzy przez dłużników, oraz dotacje rady miasta Lwowa i Wydziału Krajowego. 7 lutego 1887 roku w teatrze hr. Skarbka odbyło się przedstawienie Zbójców Schillera z którego cały dochód przekazano na potrzeby Czytelni. Od 1887 roku następuje powrót do lat świetności Czytelni. Odradzają się zamknięte kółka, powstają też nowe.
O znaczeniu Czytelni świadczy fakt wybrania podczas wiecu, który odbył się 24 października 1879 roku jej prezesa (lub wiceprezesa) reprezentantem wszystkich lwowskich studentów.
W 1879 roku powstał projekt połączenia Czytelni, Bratniej Pomocy i Biblioteki słuchaczy prawa. Niestety statut połączonych towarzystw nie został przez władze zatwierdzony.
Członkowie czytelni mieli możliwość bezpośredniego kontaktu ze znanymi osobami. Czytelnię odwiedzili między innymi: w 1894 roku Jaroslav Vrchilcky, Edward Jelinek i Piotr Chmielewski, w 1895 roku Kasprowicz, Konopnicka, w 1869 roku podczas podróży po Galicji Karol Libelt, a 25 lipca 1889 roku Bolesław Prus.
Od 1895 roku Czytelnia opiekowała się polskim gimnazjum w Cieszynie. Członkowie Czytelni zbierali składki, a Czytelnia fundowała stypendium dla niezamożnego ucznia.
Z okazji 500–lecia Uniwersytetu Jagiellońskiego czytelnia ogłosiła konkurs historyczny, który został rozstrzygnięty w styczniu 1908 roku. Komisja konkursowa nagrodziła Adama Skałkowskiego za dwie prace: Jan Henryk Dąbrowski i O cześć imienia polskiego. Laureat (były prezes) kwotę 1332,14 koron przekazał Czytelni Akademickiej we Lwowie, za co został mianowany jej członkiem założycielem.
W okresie XX–lecia międzywojennego czytelnia stała się ośrodkiem skupiającym młodzież akademicką Lwowa. Jej przewodniczący był równocześnie prezesem Związku Narodowego Polskiej Młodzieży Akademickiej.
W listopadzie 1937 roku za zbojkotowanie obchodów 11 listopada rektor Uniwersytetu zawiesił zarząd Czytelni i powołał zarząd tymczasowy ze Zbigniewem Lachowiczem na czele. Po kilku dniach rektor przyjął argumenty przedstawicieli Czytelni, że zarząd z winy przewodniczącego nie został zaznajomiony z pismem zapraszającym do udziału w defiladzie i cofnął swoją decyzję.
W 1938 roku Czytelnia znalazła się w gronie organizacji domagających się getta ławkowego. Rektor Kulczyński w rozporządzeniu z 9 stycznia nakazał zajmowanie studentom należącym do Czytelni Akademickiej, Bratniej Pomocy studentów UJK, Wzajemnej Pomocy Medyków, Kola Studentek i Biblioteki Słuchaczów Prawa miejsc po prawej stronie sali, a studentom należącym do stowarzyszeń akademickich żydowskich po lewej stronie z przodu.
28 lutego 1939 roku doszło do zamieszek na terenie Uniwersytetu podczas wykładu Stanisława Szczotki z Krakowa. W wyniku dochodzenia ustalono, że sprawcy napadu zebrali się i zostali uzbrojeniu w lokalu Czytelni Akademickiej i w marcu 1939 roku lokal Czytelni z polecenia Ministerstwa Oświaty został opieczętowany. Zawieszono również działalność Czytelni i Bratniej Pomocy.

## Dom Akademicki im. Adama Mickiewicza

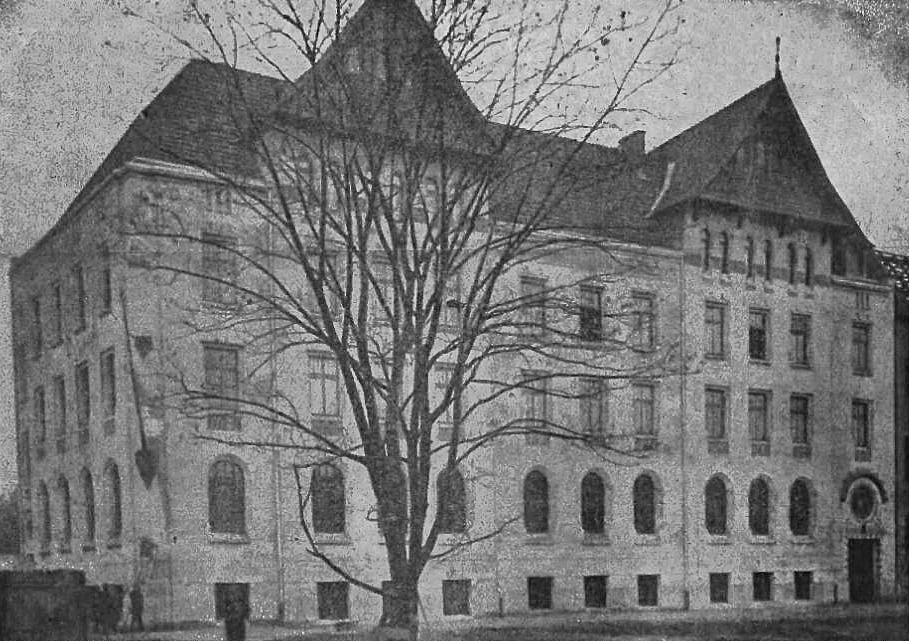
Dom Akademicki im. Adama Mickiewicza we Lwowie

W 1888 roku profesorowie uniwersytetu zadeklarowali, że zbudują dla studentów dom akademicki i rozpoczęli zbiórkę pieniędzy. Po 8 latach, w 1896 roku, do sprawy wrócili członkowie Czytelni Akademickiej. Wybrano komitet i za zgodą namiestnictwa rozpoczęto zbieranie funduszy, lecz wciąż były one zbyt małe, aby rozpocząć budowę. W 1903 roku powstał Komitet Obywatelski Budowy Domu Akademickiego, na którego czele stanął Tadeusz Skałkowski. Komitet uzyskał zgodę na połączenie funduszy zebranych przez profesorów z pieniędzmi zgromadzonymi przez studentów. Utworzono fundację Dom Uniwersytecki. Czytelnia przyrzekla przekazać na cele budowy cały swój fundusz żelazny wynoszący 3000 koron. Warszawski lekarz Stanisław Hassewicz przyrzekł przekazać 20 tysięcy koron jeśli budowa rozpocznie się przed 1 maja 1905 roku. W ramach uznania został mianowany członkiem honorowym czytelni.
W 1904 roku postanowiono kupić działkę wydzieloną z ogrodu hrabiny Felicji Skarbkowej, a gdy przez dwa lata nie udało się sfinalizować zakupu, podjęła ona w kwietniu 1906 roku decyzję o podarowaniu jej Komitetowi. 4 listopada 1906 roku z udziałem biskupa Bandrowskiego wmurowano kamień węgielny, a budynek poświęcono 16 listopada 1907 roku.
12 listopada 1907 roku został podpisany akt fundacji Dom Akademicki imienia Adama Mickiewicza, w skład której weszli: Felicja Skarbkowa lub jej spadkobiercy, Czytelnia Akademicka i Bratnia Pomoc studentów Uniwersytetu Lwowskiego. Zgodnie z aktem fundacji zarówno Czytelnia, jak i Bratnia Pomoc miała prawo do lokalu w domu akademickim. W skład rady fundacji wchodzili: rektor lub delegaci Senatu Uniwersytetu, delegat Wydziału Krajowego, reprezentant rodziny Skarbków, przewodniczący lub zastępca Czytelni Akademickiej, przewodniczący lub zastępca Bratniej Pomocy.
W skład zarządu domu akademickiego wchodzili przewodniczący Czytelni i Bratniej Pomocy oraz delegaci obu towarzystw.

## Kółka
Od 1878 roku w ramach Czytelni działały kółka: filozoficzne, literackie, przyrodników, muzyczne, stenografów, germanistów, szermiercze czy prawniczo-ekonomiczne. Czasem zawieszały one działalność na kilka lat, by wznowić swoją działalność. Najstarszym było kółko historyków, które powstało 8 lutego 1878 roku. Jego członkowie zbierali materiały do bibliografii historii polskiej, która na podstawie zgromadzonych przez kółko materiałów została wydana przez Ludwika Finkla w 1892 roku. W 1878 roku w ramach Czytelni zaczyna działać kółko przyrodnicze, które zostało „przygarnięte” bo przez jakiś czas działało samodzielnie. Rok później, w 1879 roku, „przygarnięto” kółko matematyczne. W tym samym roku powstały jeszcze dwa kółka: filologów i literackie, w 1880 krajoznawcze, a w 1883 muzyczne i klub zdrowia. Podczas kryzysu finansowego Czytelni większość kółek upadła. Dopiero poprawa sytuacji finansowej po 1887 roku spowodowała ich odrodzenie. Powstawały nowe: filozoficzne (1887), słowiańskie(1888). Do kółka słowiańskiego zapisało się w momencie powstania około 40 członków. Wśród nich znalazło się kilku Ukraińców, Bułgar i Serb.
W październiku 1887 roku powstało kółko Wygoda, które zimą dostarczało studentom tanią herbatę i przekąski. Podczas wakacji zaprzestało ono działalności z braku zainteresowania, jednak wznowiło działalność jesienią 1888 roku.
Kółko prawników wysłało do Sejmu Krajowego petycję o powstanie katedry prawa polskiego na równi z istniejącą katedra prawa niemieckiego. Zyskała ona poparcie nie tylko Sejmu, ale również prasy lwowskiej i towarzystw prawniczych.
W XX–leciu międzywojennym powstały kolejne kółka taki jak: dla spraw Ligi Narodowej, przyjaciół Czechosłowacji, klub towarzyski i klub szachistów.

## Statut
Pierwszy statut powstał w 1862 roku. Został zatwierdzony przez Namiestnictwo dopiero 26 lutego 1867 roku. W 1870 roku zmieniono statut wprowadzając możliwość zapisu do Czytelni studentów Akademii Technicznej. Po raz kolejny statut został zmieniony w 1872 roku. Wprowadzono do niego możliwość nadawania tytułu członka honorowego, w 1873 członka wspierającego, a w 1876 roku członka założyciela.
Kolejna zmiana miała miejsce w 1874 roku. Objęła ona między innymi zasady rozliczania odsetek z funduszu żelaznego.
W 1884 roku próbowano poradzić sobie z narastającym kryzysem w Czytelni poprzez zmianę statutu i wprowadzenie do niego zapisu zgodnie z którym studenci mogliby należeć do towarzystwa jeszcze przez 4 lata po uzyskaniu absolutorium, ale zmiany te nie zostały zatwierdzone.

## Biblioteka
Każdy kolejny Wydział starał się wzbogacać zbiory biblioteki zarówno drogą kupna, jak i darowizn. Problemem był jednak fakt, że niektórzy byli członkowie czytelni nie zwracali pożyczonych, często cennych książek. W ich odzyskaniu nie pomagały nawet anonse w prasie z podaniem nazwisk dłużników. W roku akademickim 1874/1875 roku biblioteka była czynna przez 2 godziny dziennie, a podczas wakacji 1 godzinę dziennie. Na początku roku akademickiego 1876/1877 został udostępniony czytelnikom katalog biblioteki.
Prawie wszystkie dzienniki polskie przychodziły do czytelni bezpłatnie. W 1885 roku podjęto decyzję o rezygnacji z krakowskiego Czasu, który nie tylko chciał publikować informacji o działalności Czytelni, a dodatkowo zażądał opłacenia prenumeraty.
Biblioteka pozyskiwała książki dzięki darowiznom polskich autorów i wydawców.

## Czasopismo Akademickie
Od 1896 roku wychodziło „Czasopismo Akademickie”. Czytelnia nie była jego wydawcą, ale w skład redakcji wchodzili jej członkowie. W 1889 roku po wydaniu 5 numerów pismo miał spory deficyt i podjęto decyzję o jego zamknięciu.

## Przewodniczący
| Rok       | Przewodniczący                                                              | Liczba członków | Liczba członków | Woluminy bibliotece | Czasopisma w bibliotece |
| Rok       | Przewodniczący                                                              | I pólrocze      | II pólrocze     | Woluminy bibliotece | Czasopisma w bibliotece |
| --------- | --------------------------------------------------------------------------- | --------------- | --------------- | ------------------- | ----------------------- |
| 1867      | Albin Rayski                                                                | brak danych     | 122             | 963                 | 32                      |
| 1867/1868 | Tadeusz Skałkowski                                                          | 242             | 127             | 1165                | 38                      |
| 1868/1869 | Franciszek Próchnicki                                                       | 191             | 133             | 2046                | 44                      |
| 1869/1870 | Alfons Czaykowski                                                           | 253             | 152             | 2281                | 47                      |
| 1870/1871 | Ksaweryn Boczarski                                                          | 230             | 132             | 2662                | 35                      |
| 1871/1872 | Bronisław Zawadzki                                                          | 220             | 126             | brak danych         | 48                      |
| 1872/1873 | Godzimir Małachowski                                                        | 171             | 162             | 4000                | 40                      |
| 1873/1874 | Janusz Sadowski                                                             | 275             | 206             | 4752                | 64                      |
| 1874/1875 | Karol Engel                                                                 | 330             | 207             | 5160                | 69                      |
| 1875/1876 | Stanisław Starzyński                                                        | 328             | 328             | 5966                |                         |
| 1876/1877 | Leon Piniński                                                               | 355             | 355             | 6617                | 72                      |
| 1877/1878 | Janusz Sadowski                                                             | 261             | 261             | 7003                | 72                      |
| 1878/1879 | Karol Irzyczek                                                              | 284             | 284             | 7365                | 80                      |
| 1879/1880 | Aleksander Lisiewicz                                                        | 212             | 212             | j.w.                | 87                      |
| 1880/1881 | Stanisław Schnür-Pepłowski                                                  | 226             | 226             | j.w.                | 89                      |
| 1881/1882 | Władysław Zajączkowski Henryk Sawczyński                                    | 200             | 200             | j.w.                | 95                      |
| 1882/1883 | Stanisław Schnür-Pepłowski                                                  | 189             | 189             |                     | 113                     |
| 1883/1884 | Leon Gustaw Dziubiński Jan Paygert                                          | 182             | 182             |                     | 114                     |
| 1884/1885 | Kazimierz Rodakowski                                                        | 174             | 174             |                     | 86                      |
| 1885/1886 | Aleksander Lisiewicz Michał Grek (od lutego 1886)                           | 155             | 155             |                     | 74                      |
| 1886/1887 | Stanisław Schnür-Pepłowski, Juliusz Reiner Józef Staromiejski               | 195             | 195             |                     |                         |
| 1887/1888 | Ernest BreiterKazimierz Wróblewski                                          | 192             | 192             |                     | 39                      |
| 1888/1889 | Zygmunt Łaszowski                                                           | 245             | 245             | 6160                | 116                     |
| 1889/1890 | Ernest Adam                                                                 | 230             | 230             | 6300                | 106                     |
| 1890/1891 | Franciszek Krcek                                                            | 249             | 249             | 6650                | 111                     |
| 1891/1892 | Lech Matecki, Felicyan Raciborski                                           | 200             | 200             | 7142                | 113                     |
| 1892/1893 | Maksymilian Liptay                                                          | 222             | 222             | 7403                | 110                     |
| 1893/1894 | Konstanty Wojciechowski                                                     | 245             | 245             | 8524                | 113                     |
| 1894/1895 | Jan Piernacki                                                               | 271             | 271             | 8932                | 178                     |
| 1895/1896 | Zdzisław Próchnicki                                                         | 222             | 222             | 9460                | 154                     |
| 1896/1897 | Kazimierz Wróblewski                                                        | 256             | 256             | 9669                | 160                     |
| 1897/1898 | Jan Leszczyński od 6.02.1898                                                | 279             | 279             | 10426               | 181                     |
| 1898/1899 | Adam Skałkowski                                                             | 353             | 353             |                     | 184                     |
| 1899/1900 | Kazimierz Jarecki                                                           | 288             | 288             |                     | 183                     |
| 1900/1901 | Tadeusz Moszyński                                                           | 318             | 318             |                     | 158                     |
| 1901/1902 | Antoni Plutyński                                                            | 417             | 417             |                     | 204                     |
| 1902/1903 | Edward Dubanowicz                                                           | 677             | 677             |                     | 234                     |
| 1903/1904 | Stanisław Stroński (do 10 lutego 1904) Karol Argasiński (od 10 lutego 1904) | 854             | 854             |                     | 225                     |
| 1904/1905 | Bolesław Bator                                                              | 510             | 510             |                     | 275                     |
| 1905/1906 | Jan Haluch-Brzozowski                                                       | 630             | 630             |                     | 288                     |
| 1906/1907 | Stanisław Widomski                                                          | 813             | 813             |                     | 260                     |
| 1907/1908 | Czesław Mączyński                                                           |                 |                 |                     |                         |
| 1908/1909 | Stanisław Gieysztor Wacław Meybaum (od 2 kwietnia 1909)                     |                 |                 |                     |                         |
| 1909/1910 | Tadeusz Gluziński (od II. 1910)                                             |                 |                 |                     |                         |
| 1912/1913 | Stanisław Zagórski (od II 1913)                                             |                 |                 |                     |                         |
| 1916      | Lech Gluziński (od I 1916)                                                  |                 |                 |                     |                         |
| 1922/1923 | Antoni Deryng (od 11.III.1923)                                              |                 |                 | 12 349              |                         |
| 1923/1924 | Antoni Deryng                                                               |                 |                 |                     |                         |
| 1924/1925 | Zdzisław Stahl                                                              |                 |                 |                     |                         |

## Członkowie
Zgodnie ze statutem do towarzystwa należeli członkowie: zwyczajni, honorowi, założyciele i wspierający.
Członek zwyczajny miał prawo uczestniczenia w Walnych Zebraniach, wybierania władz, korzystania z oferty towarzystwa, wprowadzania gości. Jedna piąta członków mogli zażądać zwołania walnego zgromadzenia. Opłata wstępna wynosiła 1 zlr, a składka roczna 3 złote. W 1907 roku składka roczna wynosiła 8 koron, a wpisowe 2 korony. Zgodnie z paragrafem 15 statutu można było je wpłacać w dwóch ratach: pierwsza od 1 października do 31 stycznia, a druga od 1 lutego do 30 września. Wielu studentów wykorzystywało ten zapis nie płacąc składki w drugim półroczu, a liczba członków spadała co widać w danych umieszczonych w tabeli. Na przykład z 355 zapisanych w 1877 roku drugiej raty nie zapłaciło aż 156.
Członkiem honorowym mógł zostać profesor lub docent Uniwersytetu lub akademii technicznej. Członkiem założycielem każdy, kto wpłacił co najmniej 50 zlr lub podarował cenną kolekcję książek. Tytuł członka honorowego przyznawano od 1873 roku. Wśród nich znaleźli się: Euzebiusz Czerkawski, Józef Ignacy Kraszewski, Kornel Ujejski, Karol Libelt (od 1874), Wojciech Kętrzyński, Józef Majer, Jan Matejko, Józef Szujski, Maurycy Dzieduszycki, Aleksander Fredro, Julian Dunajewski, Fryderyk Zoll, Karol Estreicher, Adam Asnyk, Ignacy Jan Paderewski (od 1906) i inni.
Pod koniec lat 60. i 70. XIX wieku członkowie Czytelni mogli kupić ze zniżką bilety do teatrów polskiego i „ruskiego”, na koncerty muzyczne, wystawy, imprezy, a w 1870 roku na wystawę obrazów Artura Grottgera.
Członkiem założycielem mógł zostać każdy, kto wpłacił na rzecz czytelni przynajmniej 50 złr (w 1907 roku 100 koron) lub przekazał dar w książkach.

## Lokalizacja
Początkowo Czytelnia mieściła się w kilku pokoikach przy ulicy Chorążczyzny. We wrześniu 1886 roku przeniosła się na II piętro kamienicy Lewakowskich w Rynku. 1 czerwca 1888 roku została przeniesiona do kamienicy nr 24 w Rynku.
W roku akademickim 1906/1907 Czytelnia mieściła się w Pasażu Mikolasza i miała filię przy ulicy Zachryewicza 5. Po otwarciu 1 października 1907 roku domu akademickiego im. Adama Mickiewicza przy ulicy Łozińskiego 7 Czytelnia przeprowadziła się do pomieszczeń na parterze z czynszem rocznym 2 tysiące koron. Biblioteka znalazła swoje miejsce w oficynie, a w mezaninie umieszczono bilard.